# ديك غوردون (كاتب)
ديك غوردون (بالإنجليزية: Dick Gordon)‏ هو كاتب أمريكي، ولد في 15 يناير 1911 في سانت بول في الولايات المتحدة، وتوفي بنفس المكان في 8 ديسمبر 2008.